# Kirk Acevedo
Pour les articles homonymes, voir Acevedo.
Kirk Acevedo (né le 27 novembre 1971) est un acteur américain d'origine portoricaine et chinoise.
Il est principalement connu pour son rôle de Miguel Alvarez dans la série télévisée Oz et du sergent-chef Joseph Toye dans la série Frères d'armes.

## Biographie
Ses parents, originaires de New York, vivent à Brooklyn à la naissance de leurs fils, Richard et Kirk. Les Acevedo déménagent dans le Bronx[Quand ?], où Kirk et son frère grandissent. Dès l'enfance, Kirk manifeste son intérêt pour la comédie en présentant des spectacles devant sa famille et en intégrant le club d'art dramatique de son école.
Après sa sortie du lycée Fiorello H. LaGuardia, Acevedo intègre le Purchase College et obtient un diplôme en arts.

## Carrière
Acevedo commence sa carrière dans les années 1990 par des apparitions à la télévision, notamment dans les séries New York Undercover et New York, police judiciaire.
En 1997, il obtient le rôle du prisonnier et leader de gang Miguel Alvarez dans la série télévisée Oz (1997-2003). L'année suivante, il interprète le rôle d'un soldat dans le film de Terrence Malick La Ligne rouge et remporte un ALMA Award pour ce rôle.
En 2000, il est à l'affiche de six films, avant d'interpréter, en 2001, le rôle d'un drogué et ami d'enfance du secouriste Bobby Caffey dans la série New York 911. Paulie Fuentes, son personnage, finira par tuer le secouriste en laissant sa coéquipière en état de choc. Cette même année, il est au générique de la mini série télévisée événement produite par Steven Spielberg : Frères d'armes (Band of Brothers).
La série Oz s'achève en 2003 et Acevedo revient à la télévision dès la rentrée 2005 pour la nouvelle série de la franchise Law & Order : New York, cour de justice. La série s'arrêtera au bout de la première saison de 13 épisodes. Il enchaîne en 2007 avec la série télévisée The Black Donnellys, qui s'achève également au bout de 13 épisodes, et prête sa voix au personnage de Jackie Estacado dans le jeu vidéo The Darkness.
De 2008 à 2011, il fait partie du casting de Fringe, une série de J. J. Abrams (créateur de Lost et Alias), dans laquelle il interprète l'agent du FBI Charlie Francis.
À la fin de Fringe, il enchaîne rapidement avec la série Prime Suspect (2011-2012), puis apparaît dans plusieurs séries télévisées : Mentalist (2012), Les Experts (2013), Person of Interest (2013), The Walking Dead (2013), New York, unité spéciale (2013), Blue Bloods (2013-2014), Grimm (2014), Legends (2014) et Marvel : Les Agents du SHIELD (2015).
En 2014, il est à l'affiche de la super production La Planète des Singes : L'Affrontement (Dawn of the Planet of the Apes) de Matt Reeves.
Entre 2015 et 2017, il est un des acteurs principaux de la série 12 monkeys.
En 2017-2018, il apparaît dans la saison 6 d'Arrow incarnant l'antagoniste principal, Ricardo Diaz / le Dragon. Il reprendra ce rôle dans la saison 7 de la série.
En 2018, il est à l'affiche du quatrième et avant dernier volet de la franchise Insidious : la dernière clé.

## Filmographie

### Cinéma
- 1998 : Kirk and Kerry (court métrage) d'Azazel Jacobs - Kirk
- 1998 : Arresting Gena de Hannah Weyer - Caller
- 1998 : Mafia , la trahison de Gotti..
- 1998 : La Ligne rouge de Terrence Malick - Soldat Tella
- 2000 : Les Initiés de Ben Younger - Broker
- 2000 : In the Weeds (nl) de Michael Rauch - Kurt
- 2000 : The Visit (en) de Jordan Walker-Pearlman (en) - Prospective Parolee[À traduire]
- 2000 : Piégé d'Antoine Fuqua - Ramundo
- 2000 : Dinner Rush de Bob Giraldi - Duncan
- 2005 : Le Nouveau Monde de Terrence Malick - Sentry
- 2006 : 5up 2down de Steven Kessler - Santo
- 2006 : Invincible d'Ericson Core - Tommy
- 2014 : La Planète des Singes : L'Affrontement (Dawn of the Planet of the Apes) de Matt Reeves - Carver
- 2018 : Insidious : La Dernière Clé  de Adam Robitel - Ted Garza

### Télévision
- 1994 : New York Undercover - Joey Claudio
- 1995 : New York Undercover - Ramon
- 1996 : The Sunshine Boys (téléfilm) - Garçon hispanique n°2
- 1996 : Swift Justice (en) - Mark
- 1996 : New York, police judiciaire - Richie Morales
- 1997 : New York Undercover - Bernard
- 1997  - 2003 : Oz - Miguel Alvarez
- 1998 : La Famille trahie (téléfilm)
- 1999 : The Sentinel - Ray Aldo
- 2001 : New York 911 - Paulie Fuentes
- 2001 : Frères d'armes - Joseph Toye
- 2003 : Fastlane - Nick McKussik
- 2004 : New York Police Blues - Scott Grafton
- 2004 : Paradise (téléfilm) - Manny Marquez
- 2005 - 2006 : New York, cour de justice - Hector Salazar
- 2005 : New York, unité spéciale - Hector Salazar (saison 6, épisode 20)
- 2006 : Numb3rs - Gino McGinty
- 2006 : 24 heures chrono - George Avila
- 2007 : Cold Case : Affaires classées - Dylan Noakes en 2007
- 2007 : The Black Donnellys - Nicky Cottero
- 2008 - 2011 : Fringe - Agent Charlie Francis
- 2009 : FBI : Duo très spécial - Ruiz
- 2011 : Astéroïde : (téléfilm) - Dr James Preston
- 2011 - 2012 : Prime Suspect - Inspecteur Luisito "Lou" Calderon
- 2012 : Mentalist - M. Dos Santos
- 2013 : Les Experts - James Boyd
- 2013 : Les Experts : Manhattan - James Boyd
- 2013 : Person of Interest - Timothy Sloan
- 2013 : The Walking Dead - Mitch (saison 4, épisodes 6,7 et 8)
- 2013 : New York, unité spéciale (saison 15, épisode 6) - Eduardo 'Eddie' Garcia
- 2013 - 2014 : Blue Bloods (2 épisodes) - Javi Baez
- 2014 : Grimm - Ron Hurd
- 2014 : Legends (2 épisodes) - Kyle Dobson
- 2015 : Marvel : Les Agents du SHIELD - Agent Tomas Calderon
- 2015 - 2017 : 12 Monkeys - Jose Ramse (33 épisodes)
- 2017 : New York, unité spéciale (saison 18, épisode 20) - Inspecteur Ray Lopez
- 2017 : Kingdom - Dominick Ramos
- 2017 - 2019 : Arrow - Ricardo Diaz / le Dragon (en)
- 2022 : The Offer (mini-série) : l'agent Hale
- 2023 : Star Trek: Picard (saison 3, épisode 5) - Krinn

### Doublage
- 2007 : The Darkness (jeu vidéo) : voix de Jackie Estacado

## Voix françaises
| - Cyrille Monge dans : - New York, unité spéciale (série télévisée) - New York, cour de justice (série télévisée) - Fringe (série télévisée) - FBI : Duo très Spécial (série télévisée) - The Walking Dead (série télévisée) - Blue Bloods (série télévisée) - Suspect numéro 1 : New York (série télévisée) - Astéroïde (téléfilm) - Person of Interest (série télévisée) - 12 Monkeys (série télévisée) - Marvel : Les Agents du SHIELD (série télévisée) - Kingdom (série télévisée) - Insidious : La Dernière Clé - Arrow (série télévisée) | - Boris Rehlinger dans (les séries télévisées) : - The Black Donnellys - Grimm Et aussi - Franck Tordjman dans Oz (série télévisée) - Yann Le Madic dans La Famille trahie (téléfilm) - François Pacôme dans New York 911 (série télévisée) - Emmanuel Garijo dans Frères d'armes (mini-série) - Fabrice Fara dans 24 Heures chrono (série télévisée) - Sébastien Desjours dans Cold Case : Affaires classées (série télévisée) - Marc Arnaud dans La Planète des singes : L'Affrontement - Jérémie Bédrune dans Opérations Spéciales : Lioness (série télévisée) |